# Parkway (Herefordshire)
Parkway – wieś w Anglii, w hrabstwie Herefordshire. Leży 22 km na wschód od miasta Hereford i 168 km na zachód od Londynu.